# Herbert Spangenberg

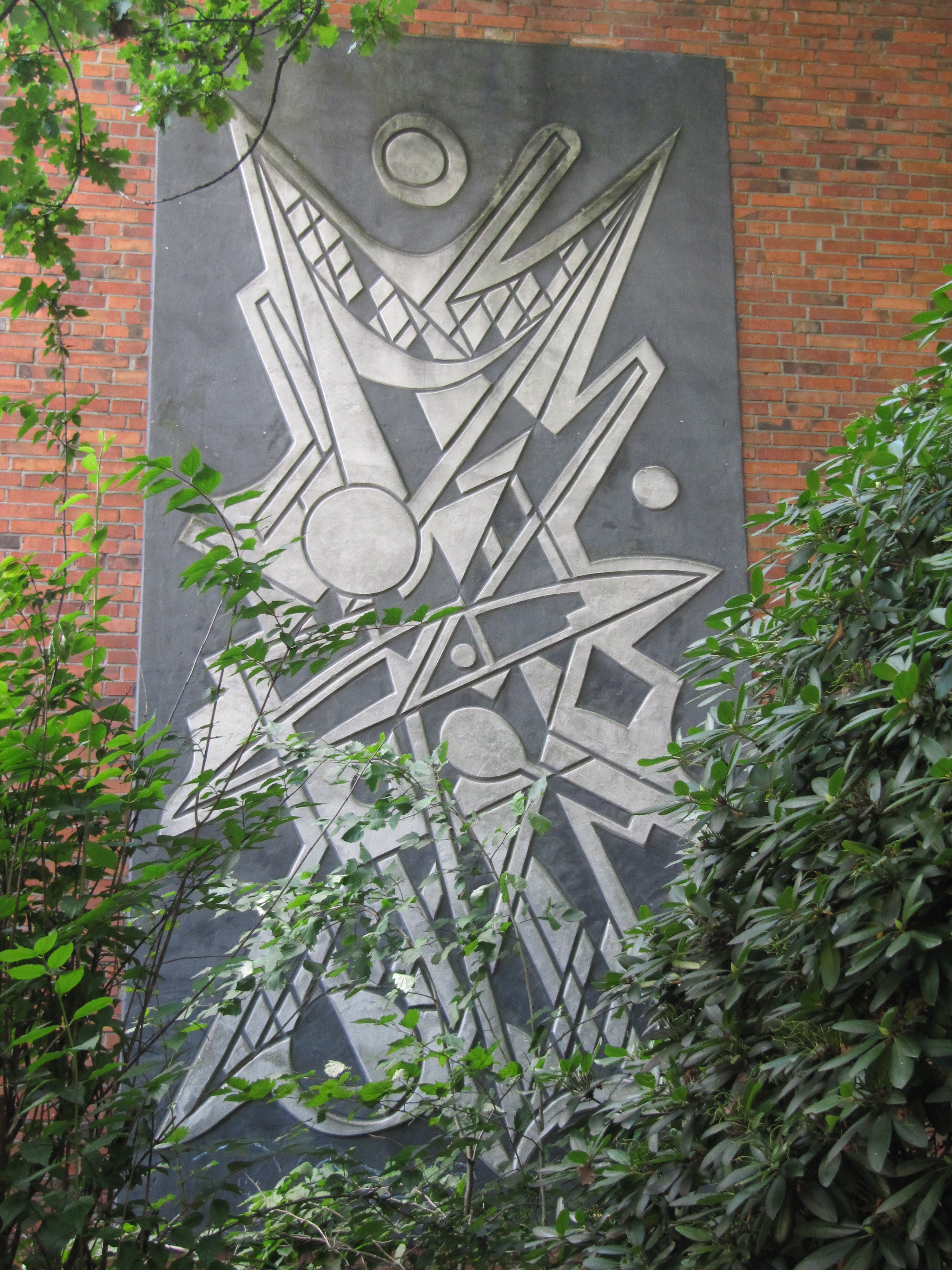
Sportpyramide, Relief von 1957 am Ursprungsort an der Außenwand der Turnhalle der Rhiemsweg-Schule in Hamburg-Horn, 2016

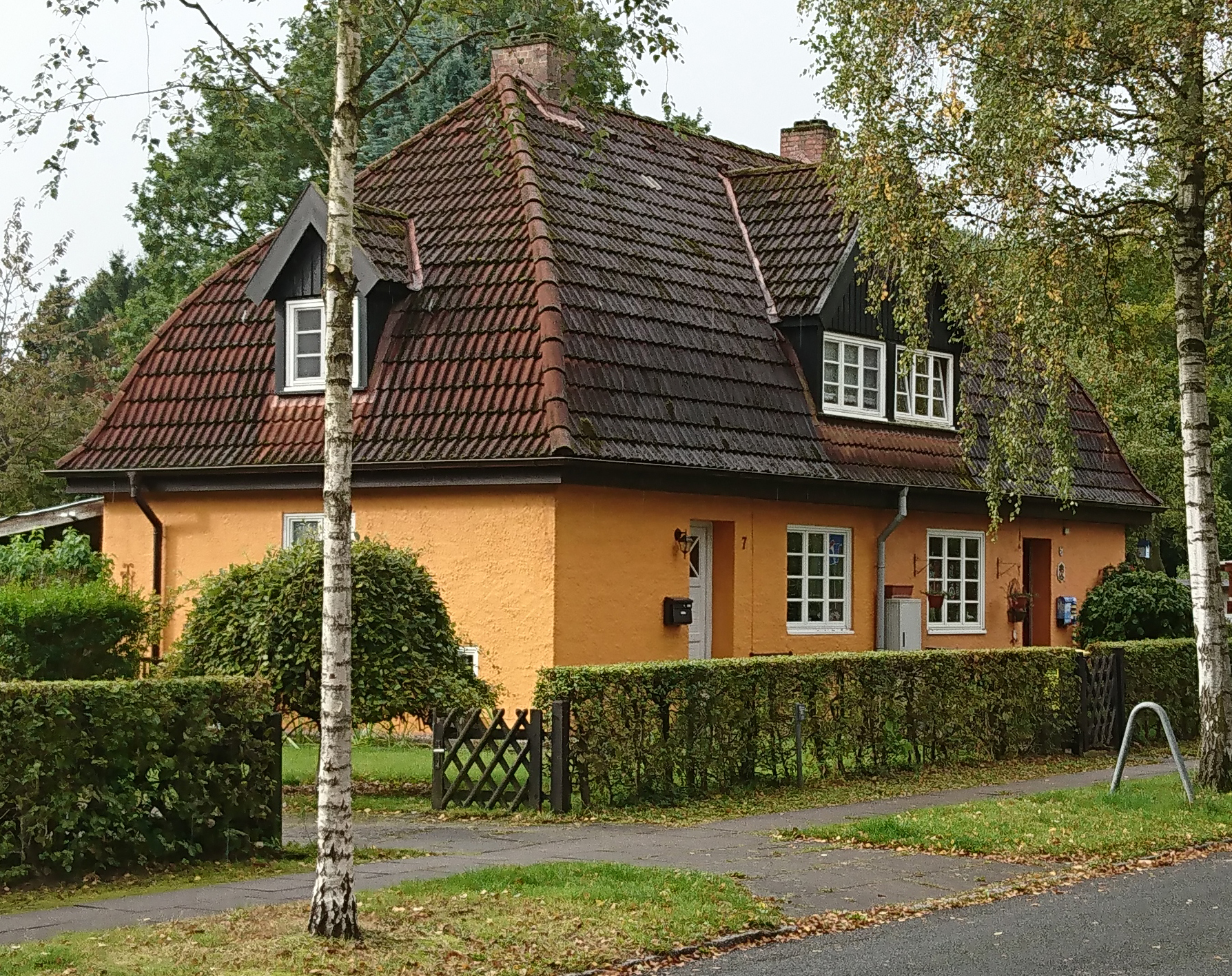
Timmerloh 7 und 5, 2017

Herbert Spangenberg (* 15. Oktober 1907 in Hamburg; † 15. August 1984 ebenda) war ein deutscher Maler der Verschollenen Generation.

## Leben
Herbert Spangenberg wurde am 15. Oktober 1907 als Sohn von Annie und dem Modelltischler Fritz Spangenberg in Hamburg geboren. Er besuchte unter anderem die Siedlungsschule Langenhorn am Heerskamp (heute Timmerloh), die sich auf dem Sportplatz der heutigen Fritz-Schumacher-Schule befand. Sein Vater war dort Elternratsvorsitzender. Nach der Schulzeit absolvierte er von 1923 bis 1926 eine Lehre als Dekorationsmaler bei Otto Schmarje (1868–1920). Im Anschluss daran studierte er bis 1928 an der Kunstgewerbeschule in Hamburg, unter anderen bei Carl Otto Czeschka und Julius Wohlers. Seine Kommilitonen waren neben anderen Eva Hagemann (später Niemeyer-Hagemann) und Richard Lindner. Danach war er als freischaffender Künstler in Hamburg tätig. Er wohnte zu der Zeit bei seinen Eltern in einer Doppelhaushälfte in der Straße Timmerloh 7 in der Fritz-Schumacher-Siedlung. Zu der Zeit war sein Vater Kassenangestellter (später Leiter der AOK Hamburg). Herbert Spangenberg pflegte Freundschaften unter anderen mit Karl Kluth, Willem Grimm, Hans Martin Ruwoldt, Eduard Bargheer und Arnold Fiedler. Bei Martin Irwahn in Vossmoor, einem Ortsteil von Escheburg fertigte er Studien an für seine Käfigbilder.
1928 hielt er sich eine längere Zeit in Paris auf, 1930 in Kopenhagen. 1932 nahm er an der 11. Ausstellung der Hamburgischen Sezession im Kunstverein in Hamburg als Gastaussteller teil. Nach der Machtergreifung der Nationalsozialisten löste sich am 16. Mai 1933 die Hamburgische Sezession auf, weil sie nicht, wie verlangt, ihre jüdischen Mitglieder ausschließen wollte. Viele Werke der Sezession-Künstler galten kurz darauf als Entartete Kunst. Auch Herbert Spangenberg bekam Schwierigkeiten wegen seiner Malerei, malte aber unbeirrt weiter. Der Maler und Kunsthändler Peter Lüders (1872–1945) stellte 1934 in seinem Kunstraum in der Admiralitätstraße 12 noch Werke von Sezession-Künstlern und Spangenberg aus. Auch zur Jahreswende 1934 auf 1935 wurden in Hamburg deren und Spangenbergs Werke gezeigt. Das nationalsozialistische Hamburger Tageblatt berichtete über die Ausstellung. Betroffene Künstler, die später nicht auswanderten, verbarrikadierten sich in ihrer Inneren Emigration, wie auch Herbert Spangenberg. 1937 nahm er an der Großen Frühjahrsausstellung Hamburger Künstler in der Hamburger Kunsthalle teil, die vom Kunstverein in Hamburg organisiert wurde.
Ab 1938 unterstützte er Karl Kluth als Bühnenbildner an den Bühnen der Landeshauptstadt Kiel unter dem Intendanten Kurt Eggers-Kestner. Kluth hatte dort schon ab Juli 1937 eine Gastspielverflichtung als Bühnenbildner, die 1938 durch ein festes Engagement ersetzt wurde. Im November 1939 kam es zu einem Eklat wegen des Bühnenbildes einer Wilhelm Tell-Inszenierung. Karl Kluth wurde Kulturbolschewismus vorgeworfen und sein Engagement beendet. 1940 porträtierte Herbert Spangenberg Gustaf Gründgens. 1941–1945, im Zweiten Weltkrieg war er Zeichner in Kopenhagen und Silkeborg. 1942 hatte er zudem in Hamburg einen Atelierraum im Haus Stinnes, Schöne Aussicht 23, wie auch Maximilian Jahns, der seit 1940 dort ein Atelier hatte. Otto Thämer, Fritz Schirrmacher (1893–1948) und Herbert Mhe (1891–1952) hatten zu der Zeit ebenfalls ein Atelier dort. 1943 verbrannten einige seiner Bilder bei seinen Eltern, die nicht mehr im Timmerloh wohnten. 1944 heiratete er Hilmar Wüstenfeld.

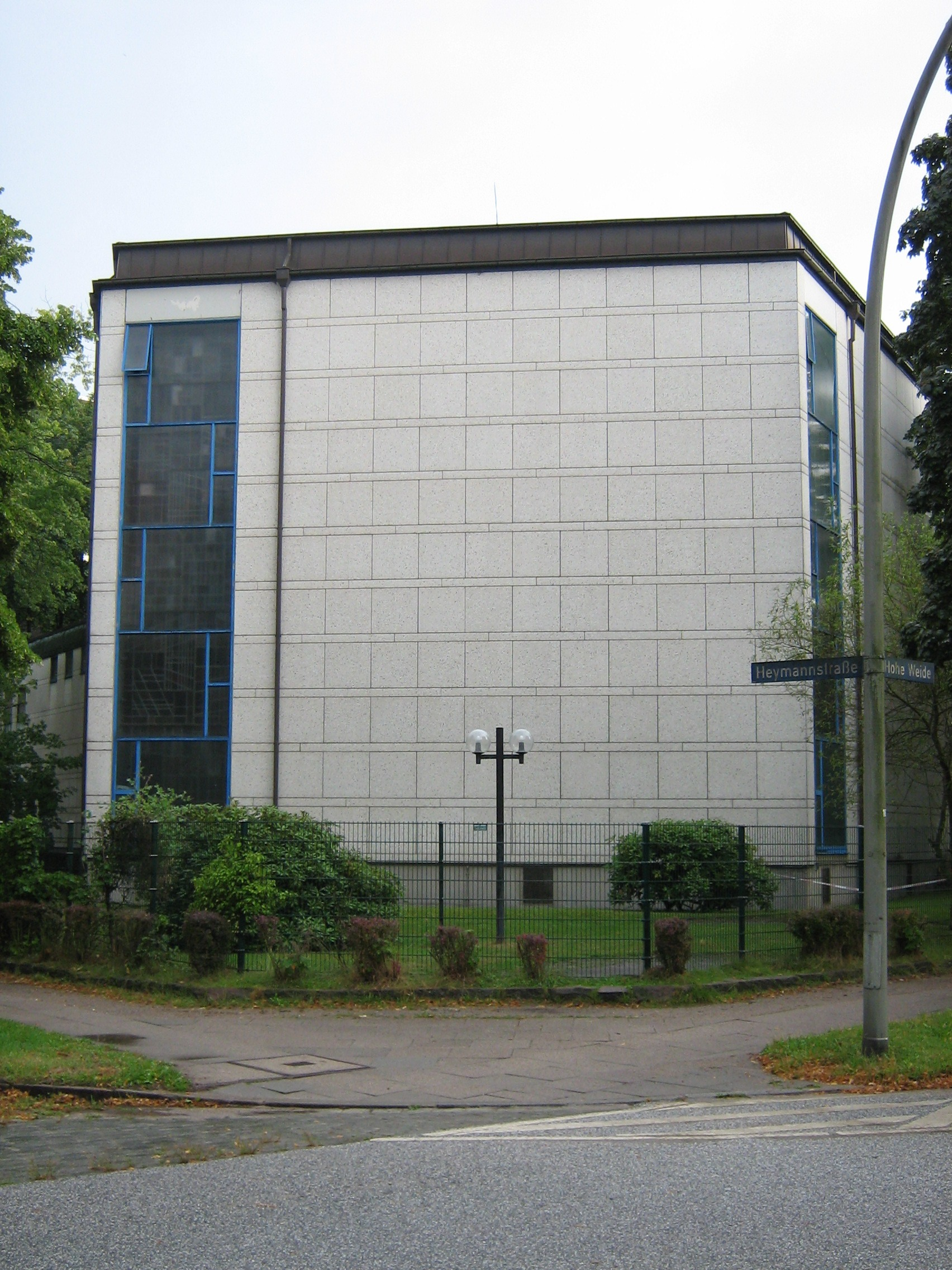
Außenansicht eines Spangenberg-Fenstermosaiks von 1960, Ostseite der Synagoge Hohe Weide an der Straßenecke Heymannstraße und Hohe Weide in Hamburg-Eimsbüttel, 2010

1946 trat Spangenberg der neugegründeten Hamburgischen Secession bei und war deren Mitglied bis 1952. 1948 wurde er zusammen mit Erich Hartmann, Otto Rodewald und Hans Martin Ruwoldt in deren Vorstand gewählt. Ebenfalls 1948 erwarb die Hamburger Kunsthalle ein oder mehrere Werke von ihm. Zudem schenkte Emmi Ruben 1948 der Hamburger Kunsthalle ihre Kunstsammlung, in der Herbert Spangenberg auch vertreten war. 1950 war er Gründungsmitglied des neugegründeten Deutschen Künstlerbundes. Zudem war er von 1950 bis 1966 Vorstandsmitglied des Berufsverbandes Bildender Künstler Hamburg. Er hegte freundschaftliche Kontakte zu Karl Hofer, Otto Dix, Alexander Camaro, Erich Heckel und Karl Hartung. Ein Angebot Karl Hofers für eine Professur in Berlin lehnte er ab, sowie ein Stipendium für die Villa Massimo. 1951 zog er in die Bismarckstraße 77 in Hamburg-Eimsbüttel. 1953 war er Jurymitglied des Deutschen Künstlerbundes. Im Jahre 1954 schuf er drei Bleiglasfenstermosaiken für die Schule Weddestraße in Hamburg-Horn. 1957 schuf er ein zweifarbiges Relief mit dem Titel Sportpyramide, das an der Außenwand der neugebauten Turnhalle der Rhiemsweg-Schule in Hamburg-Horn angebracht wurde. Ebenfalls 1957 wurde ihm der Edwin-Scharff-Preis verliehen. Zudem war er auch Jurymitglied der Ausstellung Hamburger Künstler 1957, die in der inzwischen abgerissenen Halle der Nationen (Planten un Blomen) stattfand und vom Berufsverband Bildender Künstler Hamburg geleitet wurde. 1960 entwarf er die fünf saalhohen, schlanken Fenstermosaiken der Synagoge Hohe Weide in Hamburg-Eimsbüttel, die am 4. September 1960 eingeweiht wurde. Den Himmelsrichtungen entsprechend sind die Fenster in helleren oder dunkleren Farbtönen gehalten, wobei nach Norden hin die warmen Farbtöne dominieren. Darin dargestellt sind die jüdischen Symbole Davidstern, Gesetzestafeln, Torarolle, Menora und Besamimbüchse. 1963 wurde er Mitglied der Freien Akademie der Künste in Hamburg.
Mit Arnold Fiedler stand er im engeren Kontakt, so besuchte er ab 1948 dessen Diskussionsabende mit verschiedenen Hamburger Malern und den Kunsthistoriker Hanns Theodor Flemming in der Heilwigstraße 33. Im 14. Arrondissement in Paris hatte Arnold Fiedler von 1959 bis 1969 ein Atelier in der Rue Guilleminot 7. Wenn Herbert Spangenberg in Paris war, besuchte er ihn dort, wie auch die Künstlerin Nanette Lehmann, zu der Spangenberg 1964 in den Siegrunweg 18 in Hamburg-Rissen zog. 1966 ließ er sich von seiner Frau Hilmar scheiden, mit der er inzwischen die Tochter Simone hatte. Nanette Lehmann wurde seine langjährige Lebensgefährtin. Er malte bei ihr 80 großformatige Gemälde. 1982 setzte Gelenkrheumatismus seiner Arbeit ein Ende. Nach seinem Tode 1984 verwaltete Nanette Lehmann seinen Nachlass. In der Zentralen Datenbank Nachlässe sind persönliche Fotografien, Werkfotografien, Ausstellungsunterlagen, Veröffentlichungen über ihn, der Verbleib von Werken, Zeitungsartikel sowie Korrespondenz von ihm erfasst.
Herbert Spangenberg ist mit Werken unter anderem in den Sammlungen der Hamburger Kunsthalle, des Hotels Louis C. Jacob in Hamburg, der Hamburger Behörde für Kultur und Medien, des NDR, der Martin Brinkmann AG, der Hamburger Sparkasse, des Landesmuseums für Kunst und Kulturgeschichte im Schloss Gottorf, des Jüdischen Museums Berlin des Bundeshauses in Bonn, der Telekom Bad Honnef vertreten sowie in der Sammlung Deutsche Bank, der Theaterwissenschaftlichen Sammlung Universität zu Köln im Schloss Wahn und in den Sammlungen von Rolf Italiaander im Museum Rade am Schloss Reinbek, von Hermann-Josef Bunte und der Kunsthistorikerin Maike Bruhns. Die Sammlung von Hermann-Josef Bunte befindet sich seit 2016 als Dauerleihgabe im Hermann-Stenner-Haus in Bielefeld. Hermann-Josef Bunte verkaufte 2012 zwar 250 Arbeiten von Künstlern der Hamburgischen Sezession an die Hamburger Sparkasse, doch waren es scheinbar Werke der Sezession bis 1933, wo Spangenberg noch kein Mitglied war.

## Stil
Stilistisch ist das Frühwerk Spangenbergs der Neuen Sachlichkeit zuzuordnen, speziell dem Magischen Realismus, wenn auch die Werke teilweise surrealistische Züge aufweisen. Sind seine Bilder in den späten 1920ern unbunt und dunkel gehalten, so wenden sie sich doch ab den 1930ern der Farbigkeit und der Helligkeit zu. Ab den späten 1940ern widmet er sich stilistisch zunehmend der Abstrakten Malerei mit der allmählichen Abkehr vom Gegenstand. 1952 stellte er in Köln ein gänzlich abstraktes Bild aus, doch befinden sich in seinen Bildern meist geometrische Formen, manchmal auch formale Strukturen, wie beim Gemälde Zug der Fische. Die Synagogenfenster von 1960 könnte man wiederum der Geometrischen Abstraktion zuordnen, wenn nicht Symbole mit eingearbeitet wären. In seinem Spätwerk, ab 1968, schuf er hauptsächlich von der Pop Art oder Art déco beeinflusste Frauenbilder in dunklen Tönen, deren gemalte Gesichter gelegentlich grotesk-satirisch übersteigert sind wie bei manchen Bildern des Verismus der Neuen Sachlichkeit in den 1920er Jahren. Hin und wieder erinnern sie leicht an Gestalten von Richard Lindner.

## Verbleib öffentlicher Werke

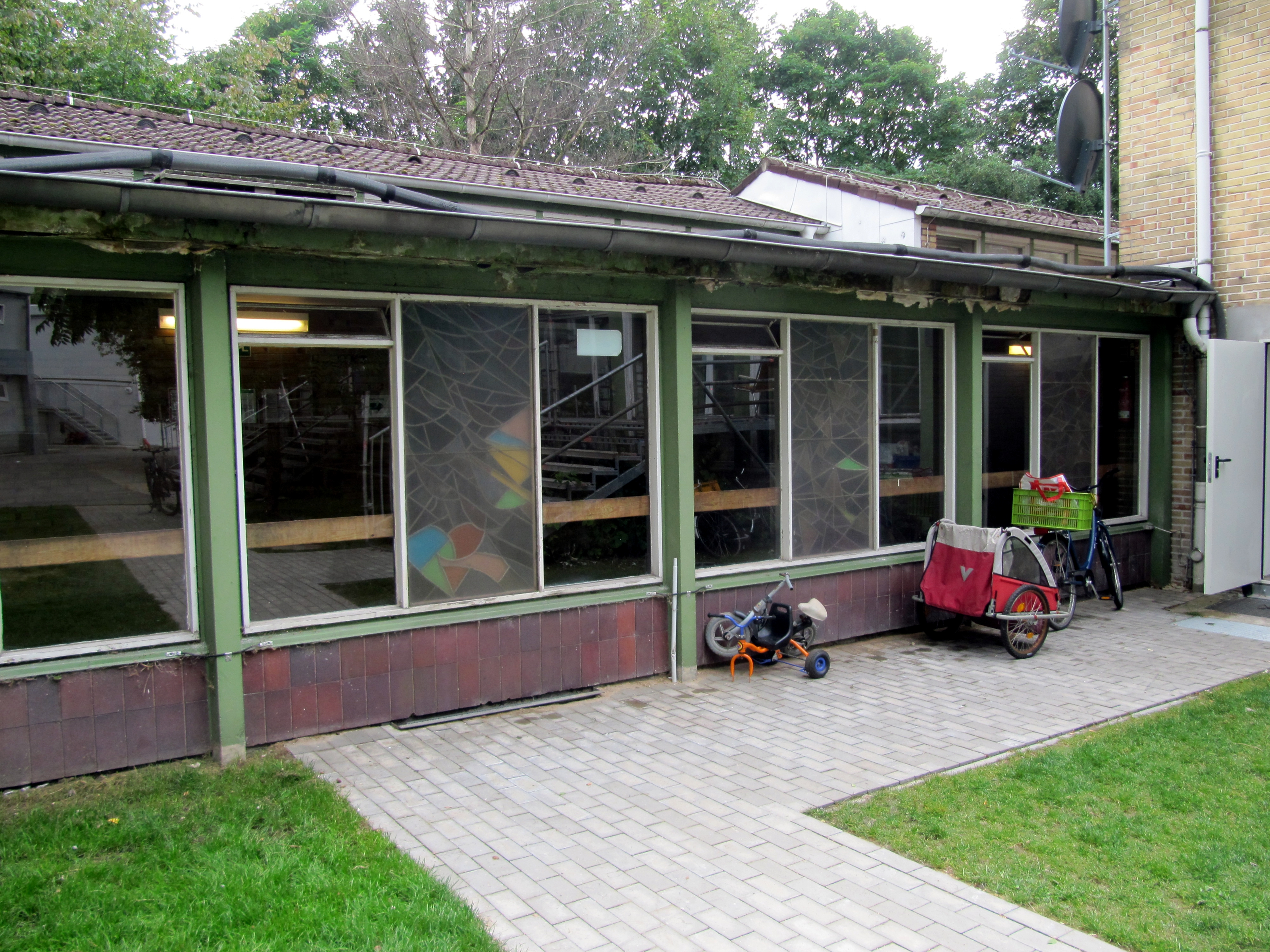
Die drei, zu ihrem Schutz von innen abgedeckten Bleiglasfenstermosaiken am Ursprungsort an der Schule Weddestraße in Hamburg-Horn, 2016

Auf Initiative der SPD-Fraktion stellte 2012 der Hamburger Senat 400.000 Euro aus dem Sanierungsfonds Hamburg 2020 unter anderem für Erneuerung der Spangenberg-Fenster zur Verfügung, die durch die rostenden Rahmen beschädigt wurden. Die Hermann Reemtsma Stiftung stiftete außerdem eine Million Euro zur Renovierung der Synagoge. Durch diese und weitere Spenden wurde die Synagoge für 1,5 Millionen Euro renoviert. 2013 wurde die Wiedereinweihung gefeiert, unter anderem mit Bürgermeister Olaf Scholz, dem Innensenator Michael Neumann und dem Landesrabbiner Shlomo Bistritzky. Die Fenster wurden scheinbar bisher jedoch nicht erneuert. Wann das geschieht, ist noch nicht ersichtlich. Das Spangenberg-Relief an der abgebrochenen Schulsporthalle am Rhiemsweg 6 wurde im August 2019 demontiert, von Schulbau Hamburg restauriert und im Oktober 2020 am Kreuzbau der Schule Horner Weg 89 gegenüber der neuen Dreifeldhalle wieder montiert. Auch die drei 80 × 160 cm großen Spangenberg-Fenstermosaiken in der zwischenzeitlich abgebrochenen Schule Weddestraße konnten auf Initiative der Geschichtswerkstatt Horn im Stadtteil verbleiben. Sie wurden im Mai 2022 ebenfalls zur Schule Horner Weg 89 verbracht und dort in die Straßenfront des Verwaltungsgebäudes integriert. Damit sind beide Horner Spangenberg-Kunstwerke an einem Ort vereint. Die Ausführung der Fenstermosaiken erfolgte damals in den Glaswerkstätten Kröplin & Sohn in Hamburg.

## Ausstellungen (Auswahl)
Einzelausstellungen
- 1928: Paris
- 1935: Kunstraum Peter Lüders, Hamburg, Admiralitätstraße 12
- 1936: Kunstverein Hannover
- 1946: Ernst Hauswedell, Hamburg
- 1946: Kunstverein in Hamburg
- 1947: Galerie Gerd Rosen, Berlin
- 1955: Neues Museum Wiesbaden
- 1959: Galerie Carlos Buchholz, Bogotá, Kolumbien
- 1961: Kieler Schloss
- 1982: Bilder aus den letzten 15 Jahren, Levy Galerie, Hamburg[19][20]

Postum
- 1986: Gemälde und Gouachen, Freie Akademie der Künste in Hamburg, Kunsthaus Hamburg[21]
- 1988: Galerie in C, Köln
- 1990: Schloss Reinbek
- 1990: Galerie Levy Dahan, Paris
- 1994: Galerie Abrahams, Hamburg
- 1996–2000: Bad Honnef Telefonzentrale, Wanderausstellung. Ausstellungsorte: Köln, Darmstadt, Stuttgart, München, Berlin, Leipzig, Hamburg-Bergedorf
- 2002: Retrospektive, Hamburgische Landesbank[22]

Gemeinschaftsausstellungen
- 1925: Juryfreie Kunstausstellung, Hamburg
- 1929: Hamburger Kunsthalle
- 1930: Hamburger Kunsthalle
- 1932: 11. Ausstellung der Hamburgischen Sezession als Gastaussteller, Kunstverein in Hamburg
- 1932: Ausstellung Hamburger Künstler
- 1932: Kölnischer Kunstverein
- 1934: Kunstraum Peter Lüders, Hamburg, Admiralitätstraße 12
- 1937: Große Frühjahrsausstellung Hamburger Künstler in der Hamburger Kunsthalle, veranstaltet vom Kunstverein in Hamburg
- 1945: Galerie Brach, Hamburg
- 1947: Herbert Spangenberg – Wilhelm Haerlin – Herbert Mhe, Galerie Gerd Rosen, Berlin
- 1947: 2. Jahresschau Künstlerkreis Gerd Rosen, Galerie Gerd Rosen, Berlin
- 1949: Kunst in Deutschland 1930–1949, Kunsthaus Zürich, Schweiz
- 1949: Central Collecting Point, München
- 1950: Galerie der Jugend von Gottfried Sello im Dachgeschoss des Finanzamtes in der Steinstraße, Hamburg
- 1951: Allgemeine Hamburger Kunstausstellung in der Hamburger Kunsthalle, veranstaltet vom Kunstverein in Hamburg[23]
- 1951: 1. Ausstellung des Deutschen Künstlerbundes
- 1952: 2. Ausstellung des Deutschen Künstlerbundes, Staatenhaus, Köln
- 1952–1953: Große Jahresausstellung Hamburger Künstler in der Hamburger Kunsthalle, veranstaltet vom Kunstverein in Hamburg und dem Berufsverband Bildender Künstler Hamburg
- 1953: 3. Ausstellung des Deutschen Künstlerbundes, Hamburger Kunsthalle
- 1955: Glanz und Gestalt – Ungegenständliche Deutsche Kunst, Nassauischer Kunstverein, Wiesbaden
- 1963: Kunsthaus Hamburg
- 1974: Kunsthaus Hamburg

Postum
- 1998: Kunst in der Verfemung – Die Schenkung Emmi Ruben 1948, Hamburger Kunsthalle
- 1999–2000: Die Sammlung Hermann-Josef Bunte – Deutsche Malerei des XX. Jahrhunderts, Hamburger Kunsthalle und in den Galerien der Hamburger Sparkasse
- 2000: Die Sammlung Hermann-Josef Bunte – Deutsche Malerei des XX. Jahrhunderts, Kunsthalle Wilhelmshaven
- 2000: Die Sammlung Hermann-Josef Bunte – Deutsche Malerei des XX. Jahrhunderts, Kunstmuseum Ahlen
- 2002: Verlorene Nähe – Bilder vom Menschen in der Malerei des 20. Jahrhunderts, Werke aus der Sammlung von Hermann-Josef Bunte, Kunsthaus Kaufbeuren[24]
- 2005: Ausgegrenzt – Kunst in Hamburg 1933–1945, Hamburger Kunsthalle[25]
- 2007: Reaktionen auf die Diktatur, Kunstraum Tosterglope[26]
- 2010: Ausgegrenzt – Hamburger Künstler unter der NS-Diktatur, Werke aus der Sammlung Maike Bruhns, Museum Baden, heute Kunstmuseum Solingen
- 2012: Abstraktion – Figuration, Galerie Abrahams, Hamburg[27]
- 2012: „Badefreuden“ auf Sylt, Galerie Herold, Kampen, Sylt
- 2013: Nachtmahre und Ruinenengel – Hamburger Kunst 1920 bis 1950, Werke aus der Sammlung Maike Bruhns, Kunsthaus Hamburg[28]

## Werke (Auswahl)
Maße: Breite × Höhe
- Ca. 1928: Nächtliche Straßenszene (Paris), Öl auf Leinwand, 41 × 56 cm, rechts oben signiert[29]
- 1929: Uferstraße (Paris), Öl auf Leinwand, 46,5 × 65 cm, rechts unten signiert und datiert – Hamburger Kunsthalle[30]
- 1935: Fische vor offenem Fenster, Öl auf Leinwand, 75,1 × 105,5 cm, rechts unten signiert und datiert – Hamburger Kunsthalle (erworben 1985) – Ausgestellt 2005 in Hamburg
- 1937: Am Badesteg, auch Landungssteg, Öl auf Leinwand, 105 × 75 cm, links unten signiert und datiert, Provenienz: Helmut R. Leppien[31] – Ausgestellt 2012 in Kampen
- 1937: Der Mittag, Öl auf Leinwand, 75,2 × 104,5 cm, links unten signiert und datiert – Hamburger Kunsthalle (Geschenk von Nanette Lehmann aus dem Künstlernachlass, 1999) – Ausgestellt 2005 in Hamburg
- 1938: Karussell am Meer, Öl auf Leinwand, 105,5 × 75,3 cm, links unten signiert und datiert – Hamburger Kunsthalle (Geschenk von Nanette Lehmann aus dem Künstlernachlass, 1999) – Ausgestellt 2005 in Hamburg
- 1940: Porträt Gustaf Gründgens
- 1946: Flucht in Verkleidung, Öl auf Leinwand, 74 × 104 cm, links unten signiert und datiert – Sammlung Maike Bruhns – Ausgestellt 2005 und 2013 in Hamburg sowie 2007 in Tosterglope und 2010 in Solingen
- 1946: Bikini, Mischtechnik auf Leinwand, 76,4 × 66 cm, links unten signiert und datiert – Hamburger Kunsthalle
- 1947: Die Schaukel, Öl auf Leinwand, 75 × 105 cm, links unten signiert und datiert – Hamburger Kunsthalle
- 1947: Eintritt der Eiskönigin, Öl auf Leinwand, 105,5 × 76 cm, rechts oben signiert und datiert[32]
- 19??: Stillleben mit Meeresfrüchten, Öl auf Leinwand, 69 × 37 cm, links unten signiert[33]
- 1949: Zug der Fische, Öl auf Hartfaser, 73 × 104 cm, links unten signiert und datiert[34]
- 194?: Abstrakte Komposition, Tempera auf Karton, 56 × 76 cm, links unter signiert und datiert (letzte Zahl etwas unleserlich)[35]
- 1950: Abstrakte Komposition – Papierdrachen, Gouache, 45 × 30 cm, links unten signiert[36]
- 1953: Die Stunde der Falter, Öl auf Hartfaser, 99,5 × 125 cm, links unten signiert und datiert – Ausgestellt 1953 in Hamburg
- 1953: Flug ins Meer, Tempera auf Hartfaser, 125,5 × 100,5 cm, links unten signiert und datiert[37]
- 1954: Drei Bleiglasfenstermosaiken, jeweils 80 × 160 cm, für die Schule Weddestraße in Hamburg-Horn
- 1955: Vögel im Nest, zweiteilig, Schule Tibarg 34 in Hamburg-Niendorf
- 1956: Das große Vogelnest, Öl, 100 × 125 cm
- 1956: Schmetterlinge am Wattenmeer, Gouache oder Tempera auf Papier oder Pappe, 73 × 62,5 cm, links unten signiert und datiert[38][39]
- 1957: Sportpyramide, zweifarbiges Relief, 250 × 500 cm, ursprünglich an der Außenwand der Turnhalle der Rhiemsweg-Schule, jetzt Schule Horner Weg 89, beide in Hamburg-Horn
- 1957: Ornamentale Zeichen, an der Giebelwand der Turnhalle, Gesamtschule Lohkampstraße 145 in Hamburg-Eidelstedt
- 1957: Wandarbeit, zweiteilig, im Treppenhaus des Kreuzbaus der Grundschule Stockflethweg 160 in Hamburg-Langenhorn
- 1958: Beim Papierdrachenmacher, Öl auf Hartfaser, 100 × 125 cm, links unten signiert und datiert[40]
- 1958: Bert Brecht in der Mauer, Tempera auf Hartfaser, 100 × 125 cm[41]
- 1959: Berlin-Mosaik, Berliner Tor, Brücke, Hamburg
- 195?: Wandrelief in Planten un Blomen, das an das Gemälde Die Stunde der Falter von 1953 erinnert[42]
- 1960: Wandkeramik am Winterhuder Weg Ecke Averhoffstraße
- 1960: Fünf Fenstermosaiken der Synagoge Hohe Weide in Hamburg-Eimsbüttel
- 1961: Wiederaufbau und Planung, Wandarbeit, U-Bahnhof Straßburger Straße, Hamburg-Dulsberg
- 1961: Plan eines Automaten, Mischtechnik auf Hartfaser, 100 × 124,5 cm, links unten signiert und datiert[43]
- 1963: Steinige Strukturen, südliche Brückenwand, Brückenpfeiler zur Wallanlage (Planten un Blomen), Karl-Muck-Platz (seit April 1997 Johannes-Brahms-Platz)
- 1963: Sylphide, Öl auf Hartfaser, 123,5 × 99 cm, links unten signiert und datiert[44]
- 1964: Rue des Visions d'Huguette, Mischtechnik, 114 × 162
- 1965: Stadtmauer '65, abstahierend, Mischtechnik auf Hartfaser, 120 × 94 cm, links unten signiert und datiert
- 1966: 2 Mosaikfenster der St. Bonifatius-Kirche in Hamburg-Wilhelmsburg
- 19??: Tanz der Blätter, Öl auf Hartfaser, 105 × 75 cm, links unten signiert
- 19??: Ohne Titel, abstrakte Papiercollage auf Karton, 21 × 18 cm, Provenienz: Nanette Lehmann (Künstlernachlass)[45]
- 19??: Ohne Titel, abstrakte Papiercollage auf Karton, 22,5 × 18 cm, Provenienz: Nanette Lehmann (Künstlernachlass)[46]
- 1968: Ohne Titel, Tempera auf Hartfaser, 98 × 123,5 cm, links unten signiert und datiert, Provenienz: Nanette Lehmann (Künstlernachlass)[47]
- 1969: Blick in die Nacht, Öl auf Hartfaser, 100 × 125 cm, links unten signiert und datiert[48]
- 1969: Bei Tiffany, Tempera auf Hartfaser, 98 × 123,5 cm, links unten signiert und datiert, Provenienz: Nanette Lehmann (Künstlernachlass)[49]
- 1969: Kleines Strandcafé, Tempera auf Hartfaser, 98 × 123,5 cm, links unten signiert und datiert, Provenienz: Nanette Lehmann (Künstlernachlass)[50]
- 1970: Ragtime, Tempera auf Hartfaser, 99 × 123 cm, links unten signiert und datiert, Provenienz: Nanette Lehmann (Künstlernachlass)[51]
- 1970: Frau mit Puppe, 99 × 123,5 cm, links unten signiert und datiert, Provenienz: Nanette Lehmann (Künstlernachlass)[52]
- 1971: Maskerade, Tempera auf Hartfaser, 98 × 123,5 cm, links unten signiert und datiert, Provenienz: Nanette Lehmann (Künstlernachlass)[53]
- 1974: Frau am Marmortisch, Tempera auf Leinwand, 98,5 × 123,5 cm, links unten signiert und datiert[54]
- 1974: Superboy, Tempera auf Hartfaser, 99 × 123,5 cm, links unten signiert und datiert, Provenienz: Nanette Lehmann (Künstlernachlass) – Ausgestellt 1986 und 2002 in Hamburg
- 1974: Markttag, Tempera auf Hartfaser, 98,7 × 123 cm, links unten signiert und datiert, Provenienz: Nanette Lehmann (Künstlernachlass)[55]
- 1974: The Great Doll, Tempera auf Hartfaser, 100 × 125 cm, links unten signiert und datiert (rückseitig betitelt)
- 1976: Die Prinzipalin, Öl auf Hartfaser, 100 × 125 cm, links unten signiert und datiert[56]
- 1977: Nach dem Fest, Tempera auf Hartfaser, 100 × 125 cm, links unten signiert und datiert[57] – Ausgestellt 2002 in Hamburg
- 1977: Pallas Athene in Berlin, Tempera auf Hartfaser, 100 × 125 cm, links unten signiert und datiert[58] – Ausgestellt 2002 in Hamburg
- 1978: California Dream, Tempera auf Hartfaser, 98 × 123,5 cm, links unten signiert und datiert, Provenienz: Nanette Lehmann[59]
- 1978: Tango Melonga, Öl auf Hartfaser, 100 × 125 cm, links unten signiert und datiert[60] Ausgestellt 1982 und 2002 in Hamburg
- 1979: Atelierbesuch, Tempera auf Hartfaser, 100 × 125 cm, links unten signiert und datiert[61] – Ausgestellt 2002 in Hamburg
- 1979: Vergessene Puppe, Tempera auf Hartfaser, 100 × 125 cm, links unten signiert und datiert[62] – Ausgestellt 2002 in Hamburg
- 1979: Vergeblich in der Rue St. Jacques, Öl auf Hartfaser, auf Keilrahmen montiert, links unten signiert und datiert
- 1979: Abschied aus Berlin – Ausgestellt 1982 in Hamburg
- 1980: Giulia im Bade, Tempera auf Hartfaser, 100 × 126 cm, Mitte unten signiert und datiert[63] – Ausgestellt 2002 in Hamburg
- 1981: Am Trapez, Tempera auf Hartfaser, 98 × 123,5 cm, links unten signiert und datiert[64]
- 1982: En Passant, Tempera auf Hartfaser, 100 × 125 cm, links unten signiert und datiert[65] – Ausgestellt 2002 in Hamburg

## Publikationen
- Herbert Spangenberg: Bilder aus den letzten 15 Jahren. Galerie Levy, Hamburg 1982 (Ausstellungskatalog)